# Frank Porter Patterson
Pour les articles homonymes, voir Frank Patterson et Patterson.
Frank Porter Patterson (24 décembre 1876-10 février 1938) est un homme politique canadien de la Colombie-Britannique. Il est député provincial conservateur de la circonscription britanno-colombienne de Dewdney de 1937 à son décès en 1938.
Il sert comme chef conservateur et chef de l'opposition officielle de juillet 1936 jusqu'à 1938,.

## Biographie
Né dans le comté de Saint-Jean au Nouveau-Brunswick, Patterson étudie la médecine à l'Université McGill de Montréal. Il poursuit des études en Europe avant de s'établir en Colombie-Britannique et de servir comme chirurgien-chef du département des os et articulation de l'Hôpital général de Vancouver (en) et de l'Hôpital St. Paul's (en) de Vancouver. Il est le premier chirurgien orthopédique de la province. Pendant la Première Guerre mondiale, il sert dans le corps médical de l'Armée canadienne.
Patterson meurt en fonction à Vancouver à l'âge de 61 ans.